# Kolleg St. Blasien
Das Kolleg St. Blasien ist ein staatlich anerkanntes und von den Jesuiten geführtes Gymnasium mit Internat im Südschwarzwald. Im Schuljahr 2021/22 werden am Kolleg St. Blasien etwa 880 Schüler unterrichtet, darunter etwa 250 interne Schüler.
Als Gründungsdatum der Schule wird das Jahr 1596 betrachtet, als in Freiburg in der Schweiz eine Schule gegründet wurde, die 1856 nach Feldkirch (Vorarlberg) und 1934 schließlich nach St. Blasien in die Gebäude des ehemaligen Benediktinerklosters St. Blasien umzog. Die Schule wurde von den Nationalsozialisten 1939 geschlossen und nach dem Ende des Zweiten Weltkriegs 1946 wiedereröffnet.

## Geschichte

### Gründung durch Petrus Canisius 1596 in Freiburg im Üechtland
Die Geschichte der Schule beginnt in Freiburg im Üechtland. Dort gründete der erste deutsche Jesuit, Petrus Canisius, ein Kolleg, dessen wechselvolle Geschichte in Sankt Blasien ihren vorläufigen Schlusspunkt gefunden hat. Obwohl der anfangs kleine Jesuitenorden, der 1540 von Ignatius von Loyola gegründet worden war, ursprünglich kein Interesse am Aufbau von Schulen hatte, da diese zu viele Ordensmitglieder als Lehrer erfordert hätte, entdeckten die Jesuiten recht bald, dass ihr Leitspruch „Omnia ad maiorem Dei gloriam“ („Alles zu größerer Ehre Gottes“) durch die Ausbildung von Jugendlichen insofern umgesetzt werden konnte, als hier noch recht früh im Leben der jungen Gläubigen die Glaubensgrundsätze vermittelt werden konnten. Der Jesuitenorden galt – aufgrund des unbedingten Gehorsams dem Papst gegenüber – zunächst als die universell einsetzbare „Armee“ des Papstes. Der Orden war auch sehr aktiv in der Gegenreformation und betrachtete dabei die Schulen als wichtiges Feld der Stärkung des katholischen Weltbildes gegen protestantische „Häretiker“.
Ende des 16. Jahrhunderts schließlich gründete Petrus Canisius, erster Provinzial der oberdeutschen Provinz des Ordens, nach Kollegien in Ingolstadt, Augsburg, München und Innsbruck das Kolleg Sankt Michael im schweizerischen Freiburg. 1596 wurde dieses Kolleg ein Vollgymnasium, 1597 verstarb Petrus Canisius in Freiburg.
1773 wurde der Jesuitenorden von Papst Clemens XIV. aufgehoben; damit endete auch die Lehrtätigkeit in Freiburg.
Nach der Wiederzulassung des Ordens 1814 durch Papst Pius VII. wurde 1827 der Lehrbetrieb im Kolleg St. Michael wieder aufgenommen. Nur 20 Jahre später, 1847, wurde das nun deutsch-französische Kolleg nach konfessionellen Spannungen infolge des Sonderbundskrieges aus der Schweiz vertrieben; es wurde den Jesuiten in der Schweizer Verfassung von 1848 sogar verboten, irgendeine Tätigkeit in der Schweiz auszuüben. Erst 1973 wurde diese Vorschrift aufgehoben.

### Stella Matutina Feldkirch 1856

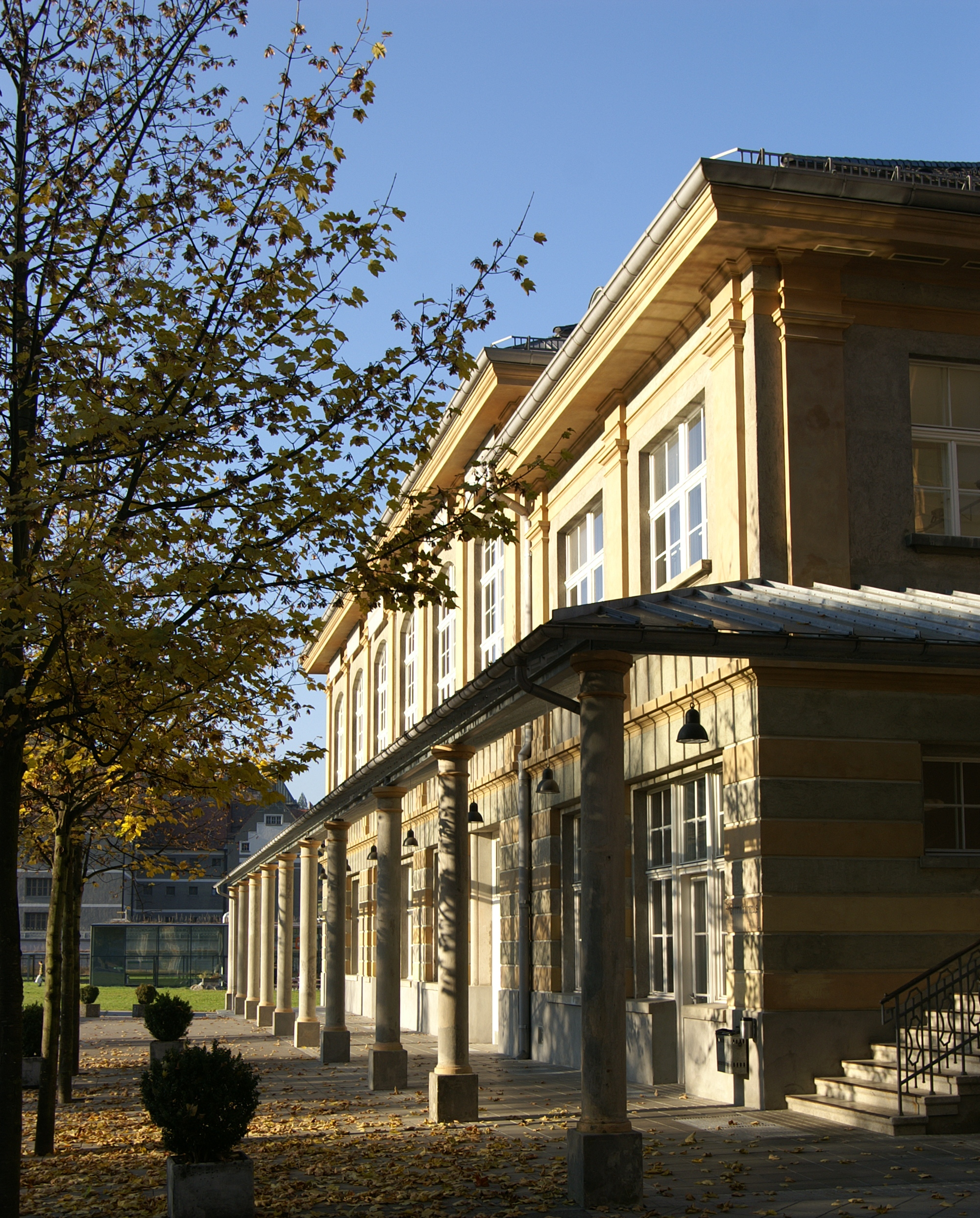
Stella Matutina in Feldkirch

Im Jahr 1649 erhielt die Stadt Feldkirch im österreichischen Vorarlberg auf Wunsch des damaligen Fürstbischofs von Chur, Johann Flugi von Aspermont, eine Missionsstation mit zwei Jesuitenpatres, die bereits im folgenden Jahr zu einer Jesuitenschule mit 150 Schülern erweitert wurde und als „Collegium Societatis Jesu Veldkirchy, Patronus S.Nicolaus“ bis zum 10. November 1773, der Aufhebung des Ordens, erfolgreich bestand.
1856 öffnete P. Clemens Faller SJ, ein ehemaliger Freiburger Kollegszögling, wieder in Feldkirch in einer neu gebauten, aber ungenutzten Kaserne das alte Kolleg unter dem Namen Stella Matutina (Morgenstern). Dieser Standort erwies sich als günstig: Eine kulturell breit gefächerte, anfangs etwa 250 Jungen umfassende Schülerschaft aus Deutschland, den Gebieten der habsburgischen Monarchie, aber auch aus Frankreich, Großbritannien und Amerika wurde dort von 27 Jesuiten und weiteren Laien unterrichtet. Eine Ansiedlung in Frankreich oder in Deutschland wäre ab 1872 nicht mehr möglich gewesen, da dem Orden durch das bis 1917 gültige Jesuitengesetz jede Betätigung verboten war. Die Schule war bis 1868 eine staatliche Schule unter Leitung der Jesuiten, bis nach dem Entzug der staatlichen Genehmigung durch Unterstützung der deutschen Eltern der Schulbetrieb auf privater Basis weitergeführt werden konnte. 1898 wurde die Schule als österreichisches Gymnasium anerkannt. Der Erste Weltkrieg beschränkte die Übernationalität der Schule auf Österreich, Deutschland und die Schweiz. 1930 wurde die Stella als deutsche Auslandsschule anerkannt. Im Jahr 1931 wurden in Feldkirch fast 500 Schüler unterrichtet.
Die deutschen Schüler der Stella Matutina wurden durch die Tausend-Mark-Sperre, ein NS-Gesetz vom 27. Mai 1933 in allergrößte Schwierigkeiten gebracht. Danach mussten alle deutschen Reichsangehörigen vor einer Fahrt nach Österreich 1000 Reichsmark zahlen. Dieses Gesetz des nationalsozialistischen Staates hat das Verbleiben der deutschen Zöglinge in der österreichischen Stella stark gefährdet, da die deutschen Eltern nur noch schwer die Pension bezahlen konnten. Zudem wurde es immer fraglicher, ob die Eltern auch in Zukunft Erlaubnis bekämen, ihre schulpflichtigen Kinder im Ausland studieren zu lassen. Schließlich führte der finanzielle und politische Druck zum Umzug der deutschen Schüler in den Südschwarzwald. Am 20. März 1934 nahmen die 240 deutschen Buben und viele ihrer Lehrer und Erzieher, darunter Professor P. Alois Grimm, Präfekt P. Alfred Delp und Schuldirektor P. Otto Faller Abschied von Feldkirch.

### Neueröffnung in St. Blasien 1934

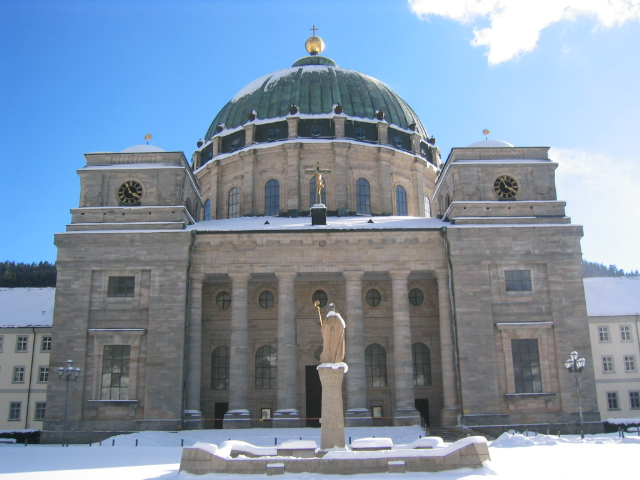
Dom zu St. Blasien

Das Kloster, das im 9. Jahrhundert erstmals urkundlich erwähnt und wahrscheinlich etwa im 11. Jahrhundert unabhängig wurde, galt als eines der wichtigsten schwäbischen Reformklöster und beeinflusste bis ins 12. Jahrhundert viele andere Klöster. Danach widmeten sich die Mönche dem Ausbau ihrer Grundherrschaft, die im 14. und 15. Jahrhundert ihre größte Ausdehnung erreichte. Das nunmehr vorderösterreichische Kloster, das von der Reformation nicht beeinflusst wurde, erlitt 1768 schwere Brandschäden. Der französische Architekt Pierre Michel d’Ixnard errichtete in der Regierungszeit des Fürstabtes Martin Gerbert zwischen 1768 und 1781 einen Kuppeldom.
Die Mönche von St. Blasien betreuten zu Beginn des 19. Jahrhunderts 20.000 Seelen, unterhielten zahlreiche Volksschulen, Apotheken, ein Bankwesen für Kleinbauern, und betrieben drei Gymnasien in St. Blasien, Konstanz und im Kloster Sion in Klingnau. Manche arbeiteten als namhafte Wissenschaftler mit Verbindungen zu Universitäten im In- und Ausland. All dies war durch die drohende Säkularisation in Frage gestellt.
Die Säkularisation des Klosters St. Blasien war daher umstritten. Schleich berichtet von Versuchen im Frühling 1806, die Klöster St. Blasien und St. Peter „in einer den Zeitverhältnissen angemessenen Art“ zusammen bestehen zu lassen. Nach deren Scheitern erfolgte die Säkularisation im Herbst 1806. Danach diente das bisherige Klostergebäude als Maschinenfabrik, und als Spinnerei, die 1932 in Liquidation ging, bis 1934 der Jesuitenorden den 1806 in St. Blasien abgebrochenen Schulbetrieb wiederaufnahm.
An Ostern 1934 begann – nach einigen Diskussionen mit den bisherigen Einwohnern, den Angestellten einer im Gebäude untergebrachten Fabrik – der Unterricht der deutschen Schüler in den Gebäuden der ehemaligen Benediktinerabtei Kloster St. Blasien. Da die deutsche Abteilung in Feldkirch bereits 1924 die „Anerkennung als Deutsche Auslandsschule“ erlangt hatte, entsprach das St. Blasier Schulmodell im Wesentlichen dem in Feldkirch praktizierten. Jedoch wurde der Kollegsleitung das Leben zunehmend schwer gemacht: Sorge und Unsicherheit lagen über dem Kolleg. Man konnte sich nicht auf alle Zöglinge immer unbedingt verlassen. Es konnte vorkommen, dass einzelne durch die Gänge marschierten, anti-jesuitische Nazilieder singend. Manche Eltern wurden unsicher. Man konnte ihnen nicht schreiben, denn der Briefverkehr war weitgehend kontrolliert. Immer stärkere Restriktionen für die Abiturienten, die das Abitur nicht nur an einer anderen Schule (das Kolleg war nur genehmigt, nicht staatlich anerkannt), sondern auch in ihrem jeweiligen Heimatgebiet ablegen müssen, gefährdeten schon Mitte der 1930er-Jahre die Existenz des Kollegs, zumal etwa Beamtenkindern ab 1938 der Zugang zum Kolleg von staatlicher Seite verboten wurde.

### Marianische Spiritualität und Marianische Kongregation
In diesen schweren Jahren nahm man im Kolleg gerne Zuflucht bei der Marienverehrung. So predigte P. Dold 1935:

„Wirst sie noch brauchen können, diese Wunderbare Mutter, paß auf, das Leben, das vor Euch liegt, ist trotz aufbrechender Macht und Größe unseres Vaterlandes vermutlich nicht ganz einfach. Die Wunderbare Mutter soll Dir den Einstieg ins Leben zeigen, […] soll Deinen Ausstieg aus dem Leben sichern, komme er früh oder spät.“

Seit Ignatius von Loyola war die geistige Ausrichtung der Jesuitenkollegien immer auch stark marianisch geprägt. Marienfeste wurden besonders gerne gefeiert und im Monat Mai fanden fast täglich Maiandachten zur Gottesmutter statt. Den Buben wurde das als Möglichkeit vorgestellt, wo sie ihre Sorgen, Hoffnungen, Probleme, Ängste und ihr Heimweh hintragen können. Sie sollten eine Heimat haben, wenn sie sich im Kolleg mal heimatlos fühlten. Das Kolleg St. Blasien hatte deshalb seit 1935 ein eigenes Gnadenbild der Wunderbaren Mutter Mater Ter Admirabilis in der Hauskapelle, wo die tägliche Messe stattfand. Ein Bild, das während der NS Verfolgungen und später in den schrecklichen Kriegsjahren vielen Halt und Hoffnung gegeben hat, was zahlreiche Briefe 1946–1950 an das Kolleg eindrucksvoll belegen.
Da die jesuitische Erziehungstradition mit der vom nationalsozialistischen Staat propagierten Modell nicht in Einklang zu bringen war, wurde die Schule nach nur fünf Jahren in St. Blasien am 9. März 1939 trotz starker Proteste von Erzbischof Dr. Conrad Gröber als eine der ersten im Erzbistum Freiburg von den Nationalsozialisten zwangsweise aufgelöst, obwohl sie in der Zeit davor nicht ganz frei von Anpassungen war: So wurde auf staatliche Anordnung zu Beginn des Schuljahres 1934 die nationale Flagge gehisst und das Horst-Wessel-Lied gesungen. Auch die Mitgliedschaft in der Hitlerjugend wurde auf Druck der Partei zugelassen, allerdings nur auf schriftlichen Antrag der Eltern und unter der Führung der von Jesuiten geleiteten Marianischen Kongregation, die stets die führende geistige Ausstrahlung im jesuitischen Kollegsleben hatte.
Nach der Aufhebung der Schule mussten die meisten Schüler in anderen Schulen unterkommen. Die älteren wurden meist zum Wehrdienst einberufen. Die Kolleg St. Blasien Totentafel an der Wand der Hauskapelle mit etwa 120 Namen erinnerte bis vor ein paar Jahren an die vielen Gefallenen und Vermissten aus der Kollegsfamilie. Das Kollegsgebäude wurde zunächst an die AOK Stuttgart vermietet und so die Errichtung einer Adolf-Hitler-Schule verhindert. Während des Zweiten Weltkrieges wurde das Gebäude dann als Reservelazarett und Waffenfabrik genutzt. Die spätere Übergabe an das Heer hatten die Jesuiten selbst betrieben, um so Versuche der SS, die Schulgebäude für ihr Schulungssystem in die Hände zu bekommen, zu blockieren.

### Widerstand gegen den Nationalsozialismus durch St. Blasier Jesuiten
Ab 1934, von Anfang an stemmten sich die Jesuiten von St. Blasien aus ihrem christlichen Glauben heraus gegen nationalsozialistische Wahnideen. So predigte nur wenige Wochen nach der Eröffnung des Kollegs der damalige Schuldirektor P. Otto Faller SJ im Dom zu St. Blasien am Festtag Peter und Paul:

„Du bist Petrus und auf diesen Felsen will ich meine Kirche bauen […] Was sagt unsere Zeit dazu? In tausendfacher Weise gellt ein Gegenchor durch unsere Welt: Wir wollen nichts mehr wissen von der Kirche. Wir brauchen keine Kirche. Wir werden ohne Kirche fertig. Hört ihr […] die Stimmen so vieler Verblendeter auch in unserer eigenen Heimat? Was werden wir ihnen sagen? Verblendete, so rufen wir ihnen zu! Seht ihr denn nicht, dass ihr die Kirche dringender als je nötig habt? Weil in ihr Christus lebt, Christus der Lehrer, Christus der Hirt, Christus der Priester der ganzen Menschheit.“

Eine wichtige Rolle auch im heutigen Selbstverständnis des Kollegs spielt der aktive damalige Widerstand durch Jesuiten, insbesondere durch P. Alois Grimm und P. Alfred Delp, die deshalb von den Nationalsozialisten hingerichtet wurden. Das Andenken an die beiden Patres wird im Kolleg wachgehalten.
P. Alois Grimm gehörte 1934 zu den Pionieren, die mit der deutschen Abteilung aus Feldkirch nach St. Blasien umzogen und der bis zur Schließung des Kollegs 1939 als Latein-, Griechisch- und Deutschlehrer wirkte. Das Kolleg war der NSDAP ein Dorn im Auge von Anfang an. Auch P. Grimm SJ war ihnen verdächtig. Er hielt mutige Predigten und geißelte vor allem den Anspruch der Partei auf den ganzen Menschen mit dem Hinweis, dass Christus der einzige Gesetzgeber sei, dem der Mensch verpflichtet ist. Man stellte ihm eine Falle, schickte einen jungen Soldaten, einen Spitzel der Gestapo, zu ihm, der vorgab, konvertieren zu wollen, um ihn so zu Äußerungen gegen das Regime zu provozieren, was auch gelang. Im Oktober 1943 wurde P. Grimm SJ verhaftet und nach Innsbruck überstellt. Von dort wurde er nach Berlin gebracht und wegen Wehrkraftzersetzung zum Tode durch das Fallbeil verurteilt. Auf Umwegen gelangte seine Urne nach St. Blasien, wo sie hinter der Gedenktafel vor der Hauskapelle beigesetzt wurde. Nach P. Alois Grimm wurde inzwischen das Wohnhaus der Jesuiten-Kommunität, ein wertvolles historisches Gebäude neben dem Kolleg, benannt.
P. Alfred Delp leistete seine Noviziatszeit als Präfekt von 1931 bis 1934 an der Stella Matutina in Feldkirch und am Kolleg St. Blasien ab. An beiden Orten bemühte sich Frater Delp, die bis dahin gültige streng autoritäre Erziehung ins Sportliche, Jugendbewegte, Partnerschaftliche abzuwandeln. 1942 wurde er vom Provinzial P. Augustin Rösch zur Mitwirkung im Kreisauer Kreis um Helmuth James Graf von Moltke geschickt. 
Dort hat Delp gemeinsam mit P. Lothar König eine von Georg Angermaier entworfene Denkschrift Ziele und Vorstellungen des Kreises überarbeitet und damit die geistigen und gesellschaftlichen Grundlagen des Denkens im Kreisauer Kreis formuliert. Insofern nahmen die beiden Jesuiten dort eine führende Stellung ein. Dies wird auch dadurch deutlich, dass der Kreisauer Kreis sich wiederholt in der Bibliothek der Münchner Jesuitenkirche St. Michael getroffen hat. Sie (die Kreisauer) repräsentierten jene Seite Europas, die nicht dem Faszinosum faschistischer Diktatoren erlegen war, und sie nahmen das vorweg, was an europäischer Gemeinsamkeit in den letzten vier Jahrzehnten (bis 1993) gewachsen ist. P. Delp wurde am 2. Februar 1945 im Strafgefängnis Plötzensee hingerichtet. Er wird heute unter anderem durch die Benennung der Mehrzweckhalle des Kollegs geehrt.
Jedoch haben auch weitere Jesuiten, die am Kolleg unterrichtet hatten, Widerstand geleistet, so etwa der Generalpräfekt P. Johannes Dold, Rektor P. Gustav Fernekess, P. Johannes B. Wiedemann, P. Lothar König und P. Provinzial Augustin Rösch. Trotz heftigen Protestes von Erzbischof Gröber gegen die erneute Ausweisung von Jesuiten aus Deutschland, mussten 1939 wiederum Jesuiten aus St. Blasien ihr Heimatland verlassen, so P. Otto Faller, P. Josef Schader und P. Josef Weinberger. Der erste Rektor des Kollegs, P. Hugger war schon vor der Schließung des Kollegs von den NS-Machthabern wegen angeblicher Verstöße gegen NS Gesetze zum Rücktritt gezwungen worden. Auch wenn der Reichstagsabgeordnete Albert Hackelsberger von der Zentrumspartei, der mitverantwortlich für den Einzug der ins Reich beorderten Jesuiten ins Kloster St. Blasien war, kein Pater war, so gehört er doch in die Reihe derjenigen eng mit dem Kolleg verbundenen Personen, die während des Nationalsozialismus im Widerstand ihr Leben verloren.
Bis zur Wiedereröffnung wurde die Einrichtung von den Nationalsozialisten als Marinekurlazarett umgewidmet, welches dem Sanitätschef der Kriegsmarine unterstellt war und von dem in St. Blasien bekannten und renommierten Chefarzt der Lungenfachklinik Adolf Bacmeister in Personalunion geleitet wurde.

### Wiedereröffnung 1946: „Stella Matutina in Silva Nigra numquam peritura“
Im Schließungsjahr forderte der Freiburger Erzbischof Conrad Gröber: Stella Matutina in Silva Nigra numquam peritura. Und, „Kind, vergiß die Wunderbare Mutter nicht“ und „Wir kommen wieder“, waren die Abschiedsworte von P. Dold im überfüllten Dom von St. Blasien am 19. März 1939. P. Dold und andere Jesuiten haben nach dem 19. März 1939 jeden Tag dafür gebetet. Eine Wiedereröffnung des Kollegs nach dem Krieg im Jahre 1946 war aber vom Orden zuerst nicht geplant.

„Dieser Überzeugung waren unsere Patres in Deutschland noch lange nicht. Man dachte allen Ernstes daran, St. Blasien abzustoßen und dafür ein großes Externat in oder bei Stuttgart oder in München zu eröffnen. Aber L'uomo propone, Iddio dispone. Es wurden all diese Pläne zerschlagen. Wir mussten einfach nach St. Blasien zurück. Es war so Gottes Wille und gütige Vorsehung. Und dieser Gedanke gab uns dann einen ungeheuren Mut zum Neuanfang.“

So schrieb rückblickend P. Otto Faller, der erste Rektor nach der Wiedereröffnung 1946. Aber das Kolleg brauchte dringend Hilfe, vor allem die tagtäglichen Nahrungsmittel. In der Lateinstunde der neunten Klasse wurden die Confessiones des heiligen Augustinus gelesen, „leider steht in der an sich schönen Lektüre nichts Näheres, wie man täglich 500 Leute in 800 Meter Höhe satt bringen kann“, berichtete der erste Kollegsbrief vom 31. Juli 1946. 
Da half Papst Pius XII. „Leeren Sie unsere Magazine, schicken Sie alles nach St. Blasien“ war der päpstliche Auftrag an die damalige Leiterin der päpstlichen Magazine, Pascalina Lehnert. Vor allem durch die materielle und ideelle Unterstützung von diesem Papst Pius XII., der angesichts der schwierigen Lage im zerstörten Nachkriegsdeutschland viele wichtige Lebensmittel nach St. Blasien bringen ließ, konnte bereits am 1. Mai 1946 das Kolleg durch Erzbischof Conrad Gröber feierlich wiedereröffnet und offen gehalten werden. Bereits wenig später wurde die staatliche Anerkennung als Privatschule erlangt, sodass die Schule zügig wieder ihre alte Größe erlangte. Führende Persönlichkeiten prägten damals das geistige Bild des Kollegs: Josef Adamek, Johannes B. Fiala, Anton Stricker und Friedrich Weber SJ.

### 1960er-Jahre: Letzte Jahre des Kollegs Feldkircher Prägung
In den 50er- und 60er-Jahren lebten im Kolleg St. Blasien 500 Schüler und etwa 70 Jesuiten, davon um 25 Pensionäre, die aus den Missionsgebieten zurückgekommen waren. An der Spitze des Internats stand P. Rektor Friedrich Weber, Schuldirektor war OStuDir. P. Dr. Josef Adamek. Unter den 50 aktiven Jesuiten waren um 20 Fratres („Brüder“), die den landwirtschaftlichen Hof, den Gemüsegarten, die Schreinerei und die Haustechnik (Kohlezentralheizung) bewirtschafteten. Fratres und Patres hatten jeweils eigene Speisesäle. Es gab eine Bäckerei, die täglich 150 Kastenmischbrote sowie 600 Pausensemmeln buk. Unter den aktiven Patres waren 10 Jungjesuiten. Nach ihrer zweijährigen Erstausbildung (Noviziat) im Berchmannskolleg in Pullach waren sie im Kolleg für drei Jahre als Präfekten tätig. Ihnen oblag, geführt vom Generalpräfekten, die Betreuung der Internatsschüler.
Unter den Internatsschülern betrug der Anteil von Jungen aus adeligen Familien fast 15 Prozent, darunter bekannte Familien des Deutschen Widerstandes (Ketteler, Plettenberg, Schulenburg, Kageneck, Boeselager und P. Eberhard von Gemmingen).
Während in der bundesdeutschen Gesellschaft Holocaust und Terror der Naziherrschaft vor den Auschwitzprozessen (ab 1963) kaum eine Rolle spielte, wurde dieses Thema ausführlich in Schule und Internat behandelt. Jährlich zum Todestag von Pater Alfred Delp (2. Februar 1945) sowie am Volkstrauertag versammelten sich Schüler und Jesuiten vor der Totengedenktafel mit dem Urnengrab von Pater Alois Grimm. Darüber hinaus berichteten ältere Patres von ihren Erfahrungen in Krieg und Gefangenenlager.
Die Schüler waren in acht Abteilungen (1. bis 7. und Oberabteilung) geteilt, die jeweils zwei Schulparallelklassen sowie einige Schüler des darüber stehenden Schuljahrgangs umfasste. Die drei Abteilungen der Unterstufe hatten jeweils 80 Schüler. Die 240 Jungen aßen in einem gemeinsamen Speisesaal. In den Abteilungen 4 bis 6 lebten jeweils um 60 Schüler, die ebenfalls einen gemeinsamen Speisesaal nutzten. In der 7. und der Oberabteilung waren die Zahlen auf jeweils um 35 Schüler zusammengeschrumpft. Von den 72 Schülern, die in jedem Jahr aufgenommen wurden, erreichte nur die Hälfte den Abiturabschluss. Dies lag an den scharfen schulischen Anforderungen, aber auch an den strengen und kargen Bedingungen: Die Schlafsäle nahmen zwischen 60 und 80 Schüler auf, und ebenso groß waren die Abteilungsstudiersäle. Die Disziplin wurde rigoros durchgesetzt. Bis 1963 war eine tägliche Hl. Messe obligatorisch, danach dreimal in der Woche. Zwischen 8:00 Uhr abends und 7:00 Uhr morgens galt ein „Stillschweigen“, d. h. auch nonverbale Kommunikation war untersagt. Nur dreimal im Jahr gab es Heimfahrten, zu Ostern, zu den Sommerferien und zu Weihnachten. Demgegenüber sorgten Sportmöglichkeiten auf drei Sportplätzen, einem Basketballplatz und ab 1967 einem Hallenbad für Abwechslung. Im Winter stand Skifahren auf zwei Skigebieten der Umgebung auf dem Programm. Darüber hinaus wirkten viele Schüler mit im Schulorchester, im Chor, in Blaskapelle und Theatergruppe. 
Im Hause hatte Augustin Kardinal Bea eine bescheidene Räumlichkeit, die er bei seinen Besuchen bewohnte. P. Eberhard von Gemmingen, ein Altschüler des Kollegs und später prominenter Jesuit, betreute 1963–1965 als Präses der Marianischen Kongregation die Schülergruppen der Kongregation. Von 1982 bis 2009 leitete er die deutschsprachige Abteilung von Radio Vatikan. Ein prominenter Altschüler dieser Zeit (Abitur 1963) ist der Unternehmer Wolfgang Grupp, der ebenso wie sein Vetter Cornelius Grupp die gesamte Gymnasialzeit am Kolleg verbracht hat. Ein weiterer bekannter Altschüler der 60er Jahre ist der Frankfurter Domdekan Johannes Graf zu Eltz, ebenso wie seine Brüder Karl und Michael († 2014) zu Eltz. Der Filmregisseur Uli Edel war Schüler des Kollegs von 1957 bis 1966, der ehemalige Chefredakteur des ZDF Nikolaus Brender von 1960 bis 1969. 
Weitere Schüler der 1960er Jahre waren die Unternehmer Karlheinz Kögel (1959–1966) und Heinrich Fürst zu Fürstenberg, die Hochschullehrer Wolfgang Böhm (Architekt und Städteplaner) (1959–1968), Michael Lehmann (Jurist) (1959–1967), Peter Spahn (* 1946, Althistoriker), Michael Hebgen (Mathematiker und Informatiker) (1950–1968 †) und Bernd Guggenberger (Politikwissenschaftler) (1959–1967), der Archäologe Willi Kramer, der Agrarwissenschaftler und Bio-Landwirt Felix Prinz zu Löwenstein-Wertheim-Rosenberg, der Jurist, Rezeptor des Generalkapitels des Malteserordens und Gründungsmitglied der Carl Friedrich von Weizsäcker-Gesellschaft János Graf Esterházy de Galántha (1962–1970), der langjährige Oberbürgermeister von Ulm Ivo Gönner (1963–1970), der langjährige Bürgermeister von Hüfingen, Anton Knapp, sowie Prinz Charles Napoléon Bonaparte (1965–1966).
Von 1958 an konnten, begrenzt durch die Klassengrößen (37–38 maximal), je Klasse auch ein oder zwei externe Schüler an der bisher als reines Internat geführten Schule zugelassen werden. Im Schuljahr 1965/66 durfte erstmals ein (externes) Mädchen das Kolleg besuchen. Im Schuljahr 1968/69 erkämpften sich die Schüler des Kollegs mit einem „Streik“ das Recht, in demokratische Parteien eintreten zu dürfen. Ein erster Streik hatte im Frühjahr 1968 stattgefunden, als die damaligen Oberprimen sich weigerten, ihre Abteilungsräume aufzusuchen. Stattdessen übernachteten sie auf Matratzen im Spielsaal der Oberabteilung und erreichten, dass ein Mitschüler nicht von der Abitur-Abschlussfeier ausgeschlossen wurde – wegen eines Verstoßes gegen die Schulordnung.
Im Frühjahr 1968 stand das Kolleg St. Blasien wegen Personalproblemen des Jesuitenordens kurz vor der Schließung. Nachdem sich Landes- und Lokalpolitik für den Erhalt eingesetzt hatten, wurde im Frühjahr 1969 die Trägerschaft der Schule verändert: Trug bisher der Orden im Wesentlichen die Schule, so besteht seither ein Trägerverein, dem Vertreter der wichtigsten Finanziers, der Angestellten und einige wenige persönliche Mitglieder angehören. Diese Neustrukturierung des Kollegs in pädagogischer wie organisatorischer Hinsicht leitete zu einem bleibenden Erfolg des Kollegs ein, das sich vom reinen Jungeninternat zum gemischten Internat wandelte, wobei der Anteil der externen Schülerinnen und Schüler stetig wachsen konnte.

### Evangelische Schüler
Schon 1934 waren von 297 Schülern immerhin fünf (Externe) evangelisch. Diese Zahl stieg bis 1965 auf 13. Danach jedoch – im Rahmen der zunehmenden Befriedung des Streits um die Konfessionsschulen in Baden-Württemberg – stieg die Zahl der evangelischen Schüler rasant: 1975 waren unter 718 Schülern 104 Protestanten. Dies führte im selben Jahr zur Einrichtung eines evangelischen Religionsunterrichtes; zuvor hatten die evangelischen Schüler den katholischen Unterricht besucht. Seit 1981 wird von der badischen Landeskirche dauerhaft ein Pfarrer an das Kolleg abgestellt, seit 1989 gibt es offiziell einen evangelischen Schulseelsorger, seit 1993 erhalten interne evangelische Schüler Konfirmandenunterricht. In den vergangenen Jahren waren etwa ein Drittel der Schüler evangelisch.

### Brand 1977
Am 27. Mai 1977 beschädigte ein schwerer Brand große Teile des Kollegs, Todesopfer waren jedoch nicht zu beklagen. Die seit 1968 bestehende neue Organisationsstruktur trug auch wesentlich dazu bei, diese die Existenz des Kollegs gefährdende Situation zu bewältigen.

### Missbrauchsfälle
Nachdem Klaus Mertes am Canisius-Kolleg Berlin im Januar 2010 eine Welle der Aufdeckung von Missbrauchsfällen angestoßen hatte, gab es auch Meldungen über frühere Missbrauchsfälle am Kolleg St. Blasien. Die Beauftragte des Jesuitenordens für Fälle sexuellen Kindermissbrauchs Ursula Raue legte im Februar 2011 ihren zehnseitigen „Bericht über Grenzverletzungen gegenüber Kindern und Jugendlichen im Jesuiten-Kolleg St. Blasien“ vor.
Der Bericht erfasst Fälle sexuellen Missbrauchs im Zeitraum von 1946 bis in die 1980er Jahre und verwendet Pseudonyme. Raue wertete insgesamt 40 Meldungen zu Fehlverhalten aus, die drei Komplexe betrafen: sexuelle Übergriffe durch drei Patres vorwiegend in den 1960er Jahren, Prügelattacken eines Paters in den 1980er Jahren sowie weitere gewalttätige Strafen.
Bezüglich des sexuellen Missbrauchs erhoben laut dem Bericht sechs Opfer Vorwürfe gegen einen Pater. Zwei Opfer und zwei weitere Zeugen meldeten Vorwürfe gegen einen anderen Pater. Über einen dritten Pater behauptete ein ehemaliger Schüler, er sei von diesem vielfach vergewaltigt worden. Auf alle diese Fälle trafen laut Raue typische Merkmale zu: Hilflosigkeit der Opfer, Schweigen von Mitwissenden sowie ein System, „das die Institution über die Opfer stellt und deren Nöte nicht erkennt“.
Unmittelbar nach Bekanntwerden der ersten Vorwürfe begann die Aufarbeitung. Der damalige Direktor des Kollegs Johannes Siebner setzte sich von Anfang an für Aufklärung und die Bedürfnisse der Betroffenen ein, er führte Gespräche mit den Opfern und arbeitete mit der Missbrauchsbeauftragten Ursula Raue zusammen. 
Im Februar und April 2010 fanden Veranstaltungen statt, die der Information aller Beteiligten über den Stand der Erkenntnisse und dem Erfahrungsaustausch dienten. Siebner sorgte außerdem mit Briefen an Eltern und Kollegen für Transparenz. Provinzial Stefan Dartmann schrieb im Juli 2010 persönliche Entschuldigungsbriefe an acht ehemalige Schüler. Therapiekosten wurden übernommen und Maßnahmen zur materiellen Wiedergutmachung in die Wege geleitet, ein Konzept zur Prävention wurde erarbeitet. 
Im Mai 2011 setzte der Kollegsrat einen Leitfaden zur Gewaltprävention in Kraft. Im Oktober 2011 beschloss der Kollegsrat, die Mitarbeiter regelmäßig fortzubilden und die Gewaltprävention in einem umfassenden Erziehungskonzept zu berücksichtigen.
Gegen den früheren Pater Wolfgang S., der von 1982 bis 1984 in St. Blasien tätig war, hatte die Staatsanwaltschaft Waldshut-Tiengen am 31. Januar 2010 ein Ermittlungsverfahren eingeleitet. Das Verfahren wurde am 4. Januar 2011 wegen Verjährung eingestellt. Ein ehemaliger Schüler, der Strafverteidiger und Schriftsteller Ferdinand von Schirach, schrieb in diesem Zusammenhang im Spiegel über seine Erinnerungen an die Internatszeit.

## Jesuitische Erziehung
Das Kolleg St. Blasien versteht sich als Jesuitenschule und richtet sich nach den Erziehungsgrundsätzen der Gesellschaft Jesu, für welche seit 1599 die „Ratio Studiorum Societatis Jesu“ gilt („Studienordnung der Gesellschaft Jesu“). Jesuitische Erziehung strebt „welt- und lebensbejahende“ Einstellung an und ruft zum Lernen und Erforschen aller Lebensbereiche auf, aber stets aus christlicher, also religiöser Sicht.

## Finanzierung
Das Kolleg wird finanziell vor allem durch den Jesuitenorden und das Erzbistum Freiburg getragen, außerdem erhält das Kolleg Zuschüsse des Landes Baden-Württemberg und des Landkreises Waldshut.
Hinzu kommen die Erziehungsbeiträge für interne (26.640 Euro pro Jahr) und externe (1.680 Euro pro Jahr) Schüler sowie Aufnahmegebühren (220 Euro). Eltern, welche den Pensionspreis nicht oder nicht ganz aufzubringen vermögen, können Hilfe aus dem von anderen Eltern getragenen Solidarfonds erhalten. Hierzu bezahlen die Eltern interner Schüler weitere 660 Euro und die Eltern externer Schüler 60 Euro pro Jahr ein, sofern sie selbst dazu finanziell in der Lage sind. Daneben müssen die Kosten für Schulbücher, Fahrkarten und Ausflüge ebenfalls von den Eltern getragen werden.
Seit 2001 existiert die Stiftung Kolleg St. Blasien (zunächst „Petrus-Canisius-Stiftung“), die eine zukünftige Verringerung des Angebotes aufgrund sinkender staatlicher Zuschüsse vermeiden will. Sie unterstützt insbesondere außerordentliche längerfristige Projekte wie die Zusammenarbeit mit China, Litauen und Ungarn, Förderunterricht und die Verbesserung der IT-Ausstattung. Auch einige Stipendien werden aus dem Stiftungstopf finanziert.
Weitere finanzielle und ideelle Unterstützung erhält das Kolleg durch den Verein der Freunde und Förderer des Kolleg St. Blasien. Der kurz nur als „Förderverein“ bezeichneten Gruppierung gehören vor allem Eltern und Altschüler an. Er sieht seine Hilfestellung für das Kolleg besonders in der finanziellen und materiellen Unterstützung von aus dem Kolleg erwachsenden Initiativen und Projekten.

## Organisation

### Trägerverein und Kollegsvorstand
Oberstes Gremium des Kollegs ist der 1968 eingerichtete Trägerverein Kolleg St. Blasien e. V. Ihm gehören neben dem Provinzial der deutschen Provinz der Jesuiten und dem Generalvikar der Erzdiözese Freiburg der Landrat des Landkreises Waldshut, der Bürgermeister der Stadt St. Blasien, gewählte Vertreter der Eltern, Lehrer und Erzieher, der Vorsitzende des Fördervereins und einige wenige persönliche Mitglieder an. Der Trägerverein trifft sich etwa zweimal im Jahr zum Beschluss über den Haushalt und die Rechnungslegung.
Dem Kollegsvorstand gehören Kollegsdirektor, Schulleiter, Internatsleiter, Geschäftsführer sowie gewählte Vertreter der Lehrer, Erzieher, der Jesuitengemeinschaft, der Eltern und des Trägervereins an.

### Kollegs- und Schulleitung
Die Kollegsleitung besteht aus Hans-Martin Rieder SJ (Kollegsdirektor), Michael Becker (Schulleiter), Cathrin Stoll (stellv. Schulleiterin), Marco Hubrig SJ (Internatsleiter), Stephanie Duttenhöfer (stellv. Internatsleiterin) sowie Christian Niederhofer (Geschäftsführer).
In den wöchentlich stattfindenden Sitzungen dieser Gruppe wird über die wesentlichen Entscheidungen des Kollegs beraten. Im engeren Kreis, dem der Kollegsdirektor, Schulleiter und Internatsleiter sowie deren Stellvertreter angehören, wird über Personalangelegenheiten (Erzieher, Lehrer und Schüler) gesprochen. Der Schulleitung gehören neben dem Schulleiter und seiner Stellvertreterin die Abteilungsleiter Patrick Lebrecht, Martin Backhaus und Holger Köpcke an.

### Kollegsrat
Dem Kollegsrat gehören neben der engeren Kollegsleitung gewählte Mitglieder der Lehrer, Erzieher und Schüler an. In Kollegsratssitzungen wird insbesondere über die pädagogischen Richtungsentscheidungen gesprochen und über kleinere Projekte entschieden.

### Weitere Gremien
Die Mitarbeiter, neben den Erziehern und Lehrern auch die Verwaltungsangestellten und die Handwerker, wählen einen Personalrat (Mitarbeitervertretung).
Die Schülermitverwaltung, die aus dem Schülersprecher, dem Externensprecher sowie den beiden Internatssprechern in der Spitze und den Sprechern der einzelnen Schulklassen und Internatsgruppen besteht, vertritt die Interessen der Schüler gegenüber der Kollegsleitung. Hinzu kommen Vertrauenslehrer und Vertrauenspräfekten. Die Vertretung der Eltern bildet der Elternbeirat, dem für jede Klassenstufe je zwei Eltern externer und interner Schüler angehören.
Die Jesuiten-Kommunität St. Blasien besteht aus etwa einem Dutzend Patres und Fratres (Brüdern), Superior (Oberer) ist P. Ralf Klein SJ.

## Internat

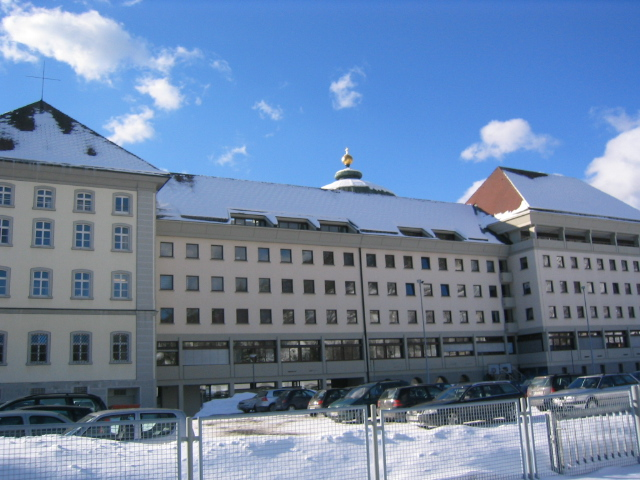
Ostflügel (Neubau) des Kollegs St. Blasien, Gebäude des Internats, wo ein Teil der Jungen lebt

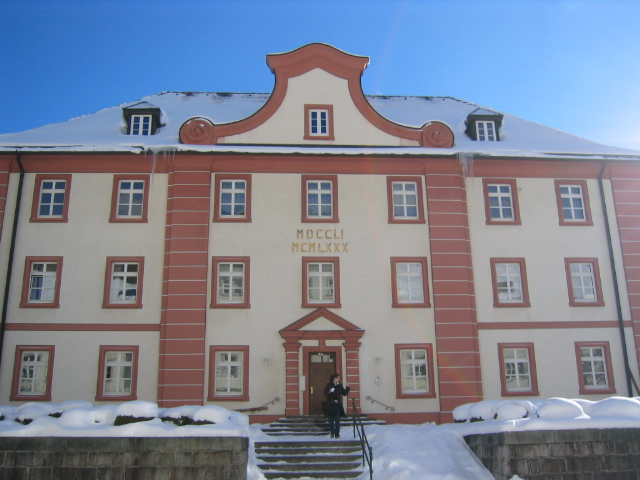
Alois-Grimm-Haus, Wohnhaus der Jesuitenkommunität

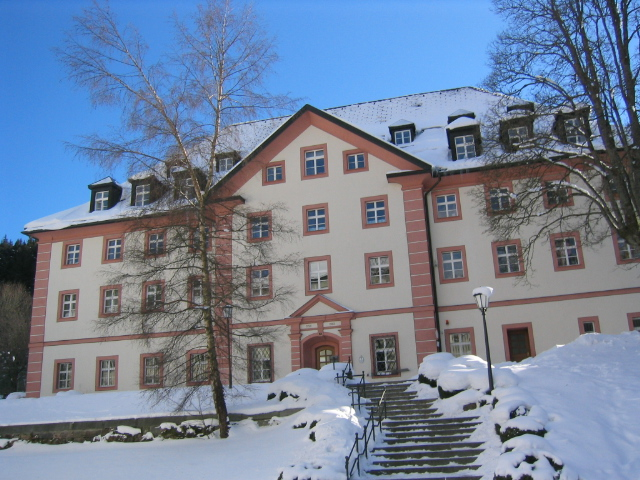
Ehem. Mühle, Gebäude des Internats am Kolleg St. Blasien, wo ein Teil der Mädchen lebt

Die ca. 250 Internatsschüler kommen aus etwa 27 Ländern, darunter neben den Nachbarländern wie der Schweiz oder Frankreich auch einige Schüler aus China. Die Internatsordnung regelt etwa, dass interne Schüler keine Kraftfahrzeuge am Kolleg haben dürfen und dass jeder interne Schüler zwischen den Ferien höchstens einmal nach Hause fahren darf. Leichte Vergehen gegen die Internatsordnung werden mit Strafarbeiten geahndet, schwere Verstöße mit dem „Consilium“, einem bis zu zwei Wochen andauernden Aufenthalt zu Hause. Drogenbesitz oder -konsum führt zum sofortigen Ausschluss aus dem Kolleg.
Das Internat legt großen Wert auf das gute Zusammenleben verschiedener Kulturen und sozialer Schichten: Betraf das unmittelbar nach dem Zweiten Weltkrieg noch eher das gegenseitige Kennenlernen von adligen und nichtadligen Schülern, so geht es nach einer größeren Internationalisierung der Schule und des Internats heute hauptsächlich um das gute Miteinander von Schülern aus verschiedenen Kulturen.

### Jungen
Das schon vor dem Umzug nach St. Blasien bestehende Internat für Jungen beherbergt rund 130 Schüler, die in nach Klassen unterteilten Internatsgruppen leben. Jede dieser Internatsgruppen, die räumlich voneinander getrennt sind, wird von zwei oder mehr Internatspädagogen (Präfekten) geleitet. Alle Gruppen sind im Hauptgebäude des Kollegs untergebracht.

### Mädchen
Im seit 1989 bestehenden Internat für Mädchen leben rund 120 Schülerinnen, die in diverse Internatsgruppen aufgeteilt sind. Ein Teil der Mädchen wohnt im Franzosenbau, der nach dem Komplettumbau mit Mitteln von Wohltätern dafür hergerichtet wurde. Die andern Mädchen wohnen in der Mühle. Dies war in der Zeit von G9 (13. Schuljahr) eine Zeit lang anders, als der jeweilige Abiturjahrgang der Mädchen im Alois-Grimm-Haus (umgangssprachlich Bagnatohaus) der Jesuiten wohnte. Für die Mädchen gelten die gleichen Regeln wie für die Jungen.

### Tagesablauf im Internat
Nach dem Aufstehen und dem Frühstück in einem der Speisesäle gehen die Internatsschüler in ihre Klassen. Schüler, die noch kein Einzelzimmer haben (bis Klasse 10), dürfen während der Schulzeit ihre Zimmer nicht aufsuchen, Schülern der Oberstufe ist dies jedoch gestattet. Nach dem Mittagessen haben die Schüler Zeit zur freien Verfügung, bis werktags um 16:00 Uhr das „Studium“ beginnt. An Samstagen und Sonntagen beginnt dieses um 17:00 Uhr. Während der nun folgenden zweieinhalb Stunden sitzen die Schüler – jeweils nach Gruppen getrennt – in Studienräumen (in der Oberstufe in den Einzelzimmern) und erledigen Schularbeiten. 
Es herrscht Ruhe; andere Beschäftigungen als Schularbeiten sind nicht zulässig. Unmittelbar nach dem Ende des Studiums beginnt das Abendessen, danach gibt es wiederum Zeit zur freien Verfügung, sofern nicht die schulische Situation oder eine genehmigte Abwesenheit ein zusätzliches Studium in den Abendstunden erfordern. Spätestens um 22:00 Uhr müssen alle Schüler wieder im Kollegsgebäude sein. Tagesablauf gilt von Montag bis Freitag. Samstage gelten immer als gewöhnliche Schultage. Am Sonntag besuchen die Internatsschüler ihren Gottesdienst um 11:15 Uhr im St. Blasier Dom, für die evangelischen Schüler besteht die Möglichkeit, den Gottesdienst in der evangelischen Kirche in St. Blasien zu besuchen. Gelegentlich veranstaltet der evangelische Schulpfarrer auch einen Schülergottesdienst in einem Andachtsraum im Kolleg selbst.

### Außerschulische Aktivitäten
Das Kolleg bietet vielfältige Möglichkeiten, sich neben dem eigentlichen Unterricht in anderen Bereichen zu engagieren. Jeder Internatsschüler ist verpflichtet, mindestens zwei Aktivitäten aus den über 50 Angeboten zu wählen und diese jeweils mindestens ein Schuljahr lang zu betreiben. Möglich sind unter anderem die Mitarbeit im Schulgarten oder bei der Wetterstation, bei der Theater-AG, in der Musik (Big Band, Kollegsorchester, Kollegschor), bei der Schülerzeitung (Gegenwind), beim Kollegsfernsehen (KFS), bei den Ministranten, in der Vinzenzkonferenz (Viko), im Atelier oder im kollegseigenen Sportverein mit mehr als einem Dutzend Sportarten.

### Partykeller
Im Keller des Kollegsgebäudes gibt es einen Raum, der zweimal wöchentlich zur Unterhaltung, zum Feiern und auch für Themenpartys genutzt wird. Der Partykeller wird von der PK-AG unter der Leitung eines Mentors geführt. Hier können sich die Schüler ab der zehnten Klasse unter der Aufsicht der Erzieher auf ein Bier treffen und bei Tischfußball oder Billard den Tag ausklingen lassen. Neben den regulären Öffnungszeiten werden weiterhin verschiedene Feste, Bälle und Themenabende, wie zum Beispiel der Bayerische Abend, von der PK-AG organisiert, wozu der Partykeller entsprechend geschmückt wird und in Absprache mit der Küche die passenden Speisen angeboten werden.

## Schule
Im Gymnasium werden auch rund 580 externe Schüler unterrichtet, die größtenteils aus dem Landkreis Waldshut und dem Landkreis Breisgau-Hochschwarzwald stammen. Seit dem Schuljahr 1999/2000 konnte das achtjährige Gymnasium gewählt werden, seit dem Schuljahr 2004/05 ist der sogenannte G8-Zug obligatorisch (wie in ganz Baden-Württemberg). Begann im G9-Zug die dritte Fremdsprache erst in Klasse 9, so erhalten die G8-Schüler bereits ab der achten Klasse Unterricht in einer weiteren Sprache. Auch den externen Schülern steht das Nachmittagsangebot des Kollegs nahezu vollständig zur Verfügung. Das Kolleg erweiterte ab dem Schuljahr 2013/14 das pädagogische Angebot durch ein Aufbaugymnasium für Schüler, die ausgehend vom mittleren Bildungsabschluss das allgemeinbildende Abitur erreichen wollen.

### Schulablauf
Der Unterricht beginnt montags bis samstags regulär um 7:35 Uhr. Zu Beginn der ersten Doppelstunde wird ein Morgengebet gelesen. Im Schuljahr 2012/2013 wurde das Doppelstundenmodell eingeführt. Dies bedeutet, dass in der Regel die Unterrichtsfächer in Doppelstunden unterrichtet werden. Schüler der Unterstufe und Mittelstufe beenden ihren Schultag meistens um 12:35 Uhr, an einigen Tagen, wie jeder Samstag, kann jedoch der Schultag schon um 11:50 Uhr enden. Ab der zehnten Klasse haben die Schüler und Schülerinnen jedoch eine Doppelstunde Nachmittagsunterricht pro Woche. Bei Oberstufenschülern gibt es bis zu dreimal pro Woche Nachmittagsunterricht. Der Unterricht unterliegt den Bestimmungen des Landes Baden-Württemberg und wird überwiegend von nicht-jesuitischen Lehrern gehalten. Zu besonderen Anlässen (Schuljahresbeginn und -ende, kirchliche Feiertage) besucht die gesamte Kollegsgemeinschaft den Gottesdienst im Dom.

### Euroklasse
Seit 1994 lernen Schüler aus aller Welt in der internationalen Euroklasse ein Jahr lang in St. Blasien und prägen den internationalen Charakter des Kollegs mit über 25 Nationen. Die meisten Schüler sind in diesen Jahren aus Frankreich, aus dem großen hispanischen Raum (vor allem Spanien und Mexiko) und aus China ans Kolleg gekommen, um Deutsch zu lernen. Jedes Jahr nehmen auch Schüler aus Osteuropa an dem Programm teil – die Absolventen der Euroklasse sind inzwischen weltweit verteilt. Der einjährige Besuch der Euroklasse soll Schüler mit der deutschen Sprache so vertraut machen, dass sie am Ende des Gastschuljahres an der Prüfung „Zertifikat Deutsch“ (= B1) oder an der „Zentralen Mittelstufenprüfung“ (= B2) des Goethe-Instituts teilnehmen können. Die Kosten belaufen sich auf 28.500 Euro für ein Jahr; in diesem Betrag sind einige Ausflüge enthalten. Die Schüler erhalten Unterricht in Deutsch und Landeskunde (Erdkunde, Geschichte und Politik). Außerhalb der speziellen Stunden der Euroklasse werden die Schüler in eine ihrem Alter entsprechende normale Klasse eingeteilt, in der sie in den anderen Fächern unterrichtet werden. Den Abschluss des Jahres bildet eine Prüfung des Goethe-Instituts. Zahlreiche Schüler der Euroklasse bleiben nach dem Jahr Deutschkurs am Kolleg und legen ein reguläres deutsches Abitur ab.

### Kollegsfernsehen
Das Kollegsfernsehen (Kfs) ist ein medienpädagogisches Angebot am Kolleg St. Blasien. Schüler und Schülerinnen der Klassenstufen 9 bis 12 lernen in der AG den Umgang mit Kameratechnik, Redaktionstechnik, Schnitttechnik und den Umgang mit kreativer Mediengestaltung. Das kfs ist das älteste, noch aktive Schülerfernsehen in Deutschland. Das damals noch unter dem Namen „Objektiv“ bekannte kfs wurde zum Anlass der Projektwoche Pfingsten 1981, von Pater Werner Holter SJ gegründet.

### Externat
Seit dem Schuljahr 2012/13 bietet das Kolleg nachmittags eine Hausaufgabenbetreuung an. Ein Team von Haupt- und Ehrenamtlichen, von Erwachsenen und Jugendlichen empfängt die Kinder nach Ende des regulären Unterrichts. Nach einem gemeinsamen Mittagessen gibt es Zeit und Raum zum Ausruhen und Spielen, aber auch eine Zeitspanne in der die Schulaufgaben erledigt werden. Das Externat bietet Schülern von der fünften bis zur achten Klasse, täglich von Montag bis Freitag eine entspannte Arbeitsatmosphäre, in der die Schüler lernen selbstständig, aber wenn gebraucht auch mit Hilfe Hausaufgaben zu erledigen.

### Sprachenfolge
Für Schüler, die mit der fünften Klasse ans Kolleg kamen, war Englisch als erste Fremdsprachen obligatorisch. Die erste Fremdsprache beginnt mit der fünften Klasse, die zweite im zweiten Schulhalbjahr der fünften Klasse. Zur Wahl stehen momentan Französisch und Latein. Als dritte Fremdsprache kann Altgriechisch, Spanisch (seit 1997) und Französisch sowie der mathematisch-naturwissenschaftliche Zweig als Ersatz für eine dritte Sprache gewählt werden, seit 2005 auch Chinesisch als reguläre dritte Fremdsprache. Schüler des G8 Zuges lernen seit 2007 schon in der fünften Klasse zwei Sprachen. Dabei ist Englisch als erste Sprache Pflicht. Als zweite Sprache kann Latein oder Französisch gewählt werden.
Chinesisch wird seit 2006 – von 1996 an Arbeitsgemeinschaft – als dritte reguläre Fremdsprache angeboten, verbunden mit einem dreimonatigen Sprachaufenthalt an den beiden Partnerschulen in Shanghai und Jiangyin. Im Jahr 1996 bestand – erstmals an einem deutschen Privatgymnasium – die Möglichkeit, Chinesisch in einer Arbeitsgemeinschaft und in der Oberstufe als Grundkurs zu belegen. Weitere Sprachen wie Italienisch, Russisch und Niederländisch werden als Arbeitsgemeinschaft ab der Mittelstufe angeboten.

### Partnerschulen und Klassenfahrten
Das Kolleg unterhält zahlreiche Partnerschaften mit (Jesuiten-)Schulen im Ausland und ermöglicht einen regelmäßigen Schüleraustausch (z. B. England, Irland, Litauen, Polen). Das Kolleg pflegt insbesondere die seit 1999 bestehende Partnerschaft mit einer Oberschule in Jiangyin, das zwischen Shanghai und Nanjing liegt, sowie die seit 2003 bestehende Kooperation mit der Tongji-Oberschule in Shanghai. Bestand bis 2005 nur der Schüleraustausch im Rahmen einer zweiwöchigen Studienreise, so haben die Schüler nun auch die Möglichkeit, einen mehrmonatigen Aufenthalt in China in ihren Lebenslauf einzubauen.
Seit 2006/07 bietet das Kolleg auch einen dreimonatigen Austausch mit dem Jungeninternat Clongowes College (Irland) an. Eine weitere Partnerschaft unterhält das Kolleg mit dem Stonyhurst College (Vereinigtes Königreich). Ausgewählte Schüler der zehnten Klassen nehmen an einem kurzen Austausch teil, der aus einer Woche Besuch der englischen Schüler und einer Woche Besuch der Kollegianer im jeweiligen Ausland besteht.
Seit 2017/18 nimmt das Kolleg St. Blasien außerdem am deutsch-polnischen Schüleraustausch zwischen dem Kolleg St. Blasien und der polnischen Jesuitenschule aus Gdynia teil. Dies wird alljährlich von bis zu elf Schülern der Klassenstufe 8 besucht.
Weitere Partnerschaften bestehen mit Schulen in Frankreich (Paris/Reims), Litauen (Vilnius), Palästina (Beit Jala), Spanien (Badajoz/Zaragoza) und Ungarn (Miskolc). Darüber hinaus haben Klassenfahrten in der zehnten Klasse häufig europäische Metropolen zum Ziel.

### Religionsunterricht
Der Besuch des Religionsunterrichtes ist verpflichtend. Katholische und evangelische Schüler besuchen den ihrer Konfession entsprechenden Unterricht, während andere Schüler zwischen den beiden Ausprägungen wählen können. Die Abmeldung vom Religionsunterricht zieht das Ende des Schulvertrages und damit das Ende der Schulausbildung am Kolleg nach sich. In den Klassenstufen 5 und 6 wird außerdem einmal wöchentlich ein 45-minütiger Wortgottesdienst in der Hauskapelle durchgeführt.

### Besinnungstage, Abiturexerzitien und Sozialpraktikum
Für die fünften Klassen finden eintägige Besinnungstage statt, für die achten Klassen sind jeweils drei Tage vorgesehen. Kollegianer der Kursstufe 11 leisten ein zweiwöchiges Sozialpraktikum in gemeinnützigen Einsatzstellen wie zum Beispiel Behindertenheimen, Hospizen, Sozialstationen, Krankenhäusern und weiteren caritativen Einrichtungen ab. Das Erfahrene und Erlebte wird direkt im Anschluss auf den dreitägigen Besinnungstagen reflektiert. Das Sozialpraktikum ist ein zentrales Projekt sozialen Lernens im Rahmen des umfangreichen Sozialcurriculums am Kolleg. Ziel ist die Entwicklung von sozialen Kompetenzen für den Einsatz im Kollegsleben und für das gesellschaftliche Gemeinwohl.

### Einfluss der Kirche
Während die Grundsätze der katholischen Kirche und des Ordens im Alltagsleben von Schule und Internat vielfältig praktiziert werden (Gottesdienste, Besinnungstage, Exerzitien, Morgengebet usw.), unterliegt die Schulausbildung vollständig dem Schulgesetz des Landes Baden-Württemberg.

## Pfingsten
Das Pfingstfest ist der wichtigste Termin und Höhepunkt im Kalender des Kollegs. Schülereltern und Altschüler kommen für die vier Tage, in denen regelmäßig ein großes künstlerisches und intellektuelles Programm auf dem Plan steht, zurück an die Schule. Den Auftakt macht am Freitagabend eine musikalische Einstimmung auf Pfingsten, während zeitgleich der erste Pfingst-Partykeller stattfindet. Am Samstag und Sonntag finden Vorführungen der verschiedenen Arbeitsgemeinschaften und Sprechzeiten für die Eltern interner Schüler statt, bis am Abend das Pfingsttheater, bei dem Schüler ein Theaterstück aufführen, wiederum mit dem Partykeller konkurriert. Am Sonntagmorgen findet zudem eine Versammlung der Kollegsgemeinschaft statt, in dem ein Referat zu einem aktuellen Ereignis gehalten und zu religiösen Themen in Bezug gesetzt wird. Am Montagmorgen schließlich können die Internatsschüler, die bis dahin im Kolleg übernachten mussten, mit ihren Eltern nach Hause fahren.

## Altkollegianer

### Ehemalige Schüler
Alle drei Jahre (zuletzt 2019) findet ein Altkollegianertreffen statt, bei dem neben den obligatorischen Wiedersehensfeiern im Partykeller auch – insbesondere für die älteren Jahrgänge – Informationen zum aktuellen Schulleben gegeben werden. Während die Stellaner-Vereinigung Altschüler aller deutschen Jesuitenkollegs, insbesondere eher älteren Jahrgangs, umfasst, richtet sich die inoffizielle Altkollegianer-Homepage eher an jüngere Altschüler.
Zu den ehemaligen Schülern, die sich Altkollegianer nennen, gehören u. a.:
- Klaus Mertes SJ, ehemaliger Kollegsdirektor (2011–2020)
- Jürgen Banzer, Rechtsanwalt, ehemaliger hessischer Minister
- Lars Patrick Berg, Politiker
- Wolfgang Böhm, Architekt, Städteplaner und Hochschullehrer
- Nikolaus Brender, Fernsehjournalist und Medienmanager, ehemaliger ZDF-Chefredakteur
- Matthias Buck, Bühnenautor, Kunstkritiker und Kurator
- Herbert Burkarth, Arzt und Heimatforscher
- Bernhard Bueb, ehemaliger Leiter der Internatsschule Schloss Salem
- Gabriel Dessauer, Kantor
- Uli Edel, Fernseh- und Filmregisseur
- Matthias Eggers, CDU-Landtagsabgeordneter in Nordrhein-Westfalen
- Andreas Graf von Eltz OSB, Kloster Ettal
- János Graf Esterházy de Galántha, Rezeptor des Gemeinsamen Schatzamtes des Malteserordens
- Markus Fehrenbach, Jurist und Hochschullehrer
- Dominic Fritz, deutsch-rumänischer Politiker, Bürgermeister der rumänischen Stadt Timișoara, Vorsitzender der liberalen Partei Uniunea Salvați România (USR)
- Heiner Geißler, ehemaliger Bundesminister für Jugend, Familie und Gesundheit
- Eberhard von Gemmingen, Jesuit
- Ivo Gönner, ehemaliger Oberbürgermeister von Ulm
- Wolfgang Grupp, Unternehmer, Eigentümer des Textilunternehmens Trigema
- Cornelius Grupp, Jurist und Unternehmer (CAG Holding GmbH)
- Bernd Guggenberger, Politikwissenschaftler, Soziologe, Essayist, bildender Künstler und Professor für Politische Wissenschaften sowie Rektor an der Lessing-Hochschule zu Berlin
- Karl Theodor Freiherr von und zu Guttenberg, ehemaliger Parlamentarischer Staatssekretär im Bundeskanzleramt
- Michael Hebgen, Mathematiker, Informatiker und Hochschullehrer
- Eugen Hillengass, langjähriger Chefökonom des Jesuitenordens in Rom
- Walter Hornstein, Soziologe und Erziehungswissenschaftler
- Percy Hoven, ehemaliger Radio- und Fernsehmoderator
- Klaus Humpert, Architekt und Stadtplaner
- Bernhard Kempen, Jurist und Hochschullehrer, Präsident des Deutschen Hochschulverbandes
- Dieter Knoch, Biologe, Naturschützer und Studiendirektor
- Karlheinz Kögel, Medien- und Touristikunternehmer
- Anton Knapp, Bürgermeister von Hüfingen, Autor und Mäzen
- Prinz Charles Napoléon Bonaparte (1965–1966)
- Achim Landwehr, Historiker
- Michael Lehmann, Rechtswissenschaftler
- Felix zu Löwenstein, Agrarwissenschaftler und Bio-Landwirt
- Franz Freiherr von Mentzingen, ehemaliger deutscher Botschafter
- Hans-Reinhard Müller, Theaterintendant, Regisseur, Schauspieler, Fernsehmoderator
- Gerbert Mutter, Komponist, Musikpädagoge, Dirigent, Pianist und Organist
- Norbert Nothhelfer, Politiker und Manager
- Thorsten Roelcke, Sprachwissenschaftler
- Ferdinand von Schirach, Strafverteidiger und Schriftsteller
- Vitus Seibel, ehemaliger Provinzial der Oberdeutschen Provinz
- Christian Sigrist, Ethnologe und Soziologe
- Peter Spahn (* 1946), Althistoriker und Hochschullehrer
- Franz Stetter, Informatiker
- Michael Stitzel, Wirtschaftswissenschaftler
- Manuel Thomas, Schriftsteller und Maler
- Alois Graf von Waldburg-Zeil, Politiker
- Ludwig Wiedenmann, Jesuit
- Hans Jakob Wörner, Kunsthistoriker und Denkmalpfleger
- Martin Zeiher, Politiker

### „Kollegbrief“ und „Zwischenruf“
Seit 1946 erscheint jährlich in der Weihnachtszeit der Kollegbrief. Er enthält neben den Verabschiedungen bisheriger und Vorstellungen neuer Mitarbeiter vor allem Berichte aus dem Kollegsleben und religiös-pädagogische Artikel. Er wird ebenso wie der seit 2003 erscheinende Zwischenruf an alle Eltern und Altschüler verschickt. Der Zwischenruf, der im Mai oder Oktober erscheint, enthält das Pfingstprogramm und weitere Informationen, deren Weitergabe schon vor der Veröffentlichung des Kollegbriefes geboten erscheint.

## Bauvorhaben Naturwissenschaftliches Zentrum (NAWI)
Das Kolleg St. Blasien plant (Stand 2023) den Bau eines Naturwissenschaftlichen Zentrums. Das Zentrum soll eine optimale Lernumgebung weiterentwickeln und das naturwissenschaftliche Profil noch weiter schärfen. Mit dem Neubau sollen veraltete naturwissenschaftliche Räume aus den 70er und 80er Jahren ersetzt werden.
Der Planungsauftrag für den Neubau erging an das Architekturbüro Spiecker Sautter Lauer (Freiburg), das auch frühere Bauvorhaben des Kollegs geplant hatte. Vorgesehen ist ein quadratischer, eingeschossiger Baukörper der Seitenlänge von um 45 Meter. Das Flachdach mit streng senkrechten, markanten Dachseiten soll begrünt werden und Solarmodule tragen. Unter dem Gebäude werde eine Tiefgarage für 80 PKW entstehen. Von den geschätzten Kosten von 15 Mio. Euro seien 10 Mio. bereits finanziert, 5 Mio. Euro müssten noch durch Spenden eingeworben werden.

### Denkmalschutz / Umgebungsschutz
Nach Angabe des Bauträgers bestehe von Seiten der Denkmalpflege die bauliche Auflage, die Ansicht der Gesamtanlage (Kloster etc.) so wenig wie möglich durch den Neubau zu beeinträchtigen. Hierzu gehöre auch der 0,7 ha große Barockgarten mit Gartenpavillon und Gartenummauerung, der unmittelbar nach Osten hin an das Bauareal anschließt. Das großformatige Gebäude sei deshalb so gestaltet, dass „dessen Anmutung mehr an ein Element der Gartengestaltung erinnert als an einen fest gefügten Baukörper“.

### Denkmalschutz / Archäologie
Die gut 2000 Quadratmeter große Baufläche betrifft ein Areal, auf dem 1809 bis 1933 Fabrikhallen der Bodmer-Eichstatt-Krafft´schen Fabriken gestanden haben. Bei einer Testuntersuchung der Denkmalpflege vom Februar 2023 waren an zwei Stellen Mauer- bzw. Fundamentteile angetroffen worden, wodurch weitere archäologische Arbeiten notwendig würden.
Das hier betroffene archäologische Denkmal zeugt von der frühen Industrialisierung Südwestdeutschlands: Das infolge der Säkularisierung verwaiste Kloster St. Blasien war 1809 vom Großherzogtum Baden an den jungen Unternehmer Johann Caspar Bodmer, Zürich, verkauft worden. Bodmer kaufte unter der Bedingung, dass die Nutzung der Wasserkraft zu industriellen Unternehmungen gestattet würde.
Er begann die Produktion von Spinnereimaschinen mit 32 Arbeitern. 1810 traf der Karlsruher Hofbankier David Seligmann, der wenig später geadelte Baron von Eichstatt, mit frischem Kapital dazu. 1812 war er alleiniger Eigentümer. Die Wasserkraft leistete 48 PS, die in drei Stockwerken Spinnmaschinen betreiben ließ. Die Spinnerei beschäftige 40 Personen, zumeist Kinder, die Maschinenfabrik 154. Die Betriebe wuchsen rasant: 1816, dem Jahr ohne Sommer arbeiteten 592 Personen in drei Fabriken, der Spinnerei, der Maschinenfabrik und einer Gewehrfabrik.
1836 stellte von Eichstatt als Erster auf dem Kontinent eine Turbine der Konstruktion Fourneyrons auf. Nach dem Tode Eichstatts übernahm 1852 der ebenfalls jüdische Augsburger Bankier Jacob. E. Obermayer gemeinsam mit dem Schopfheimer Fabrikanten C. W. Grether die Fabriken. Grether „ließ einen neuen Kanal für die Turbinen .... legen, so dass die gesamte Wasserkraft nun 270 PS betrug“.

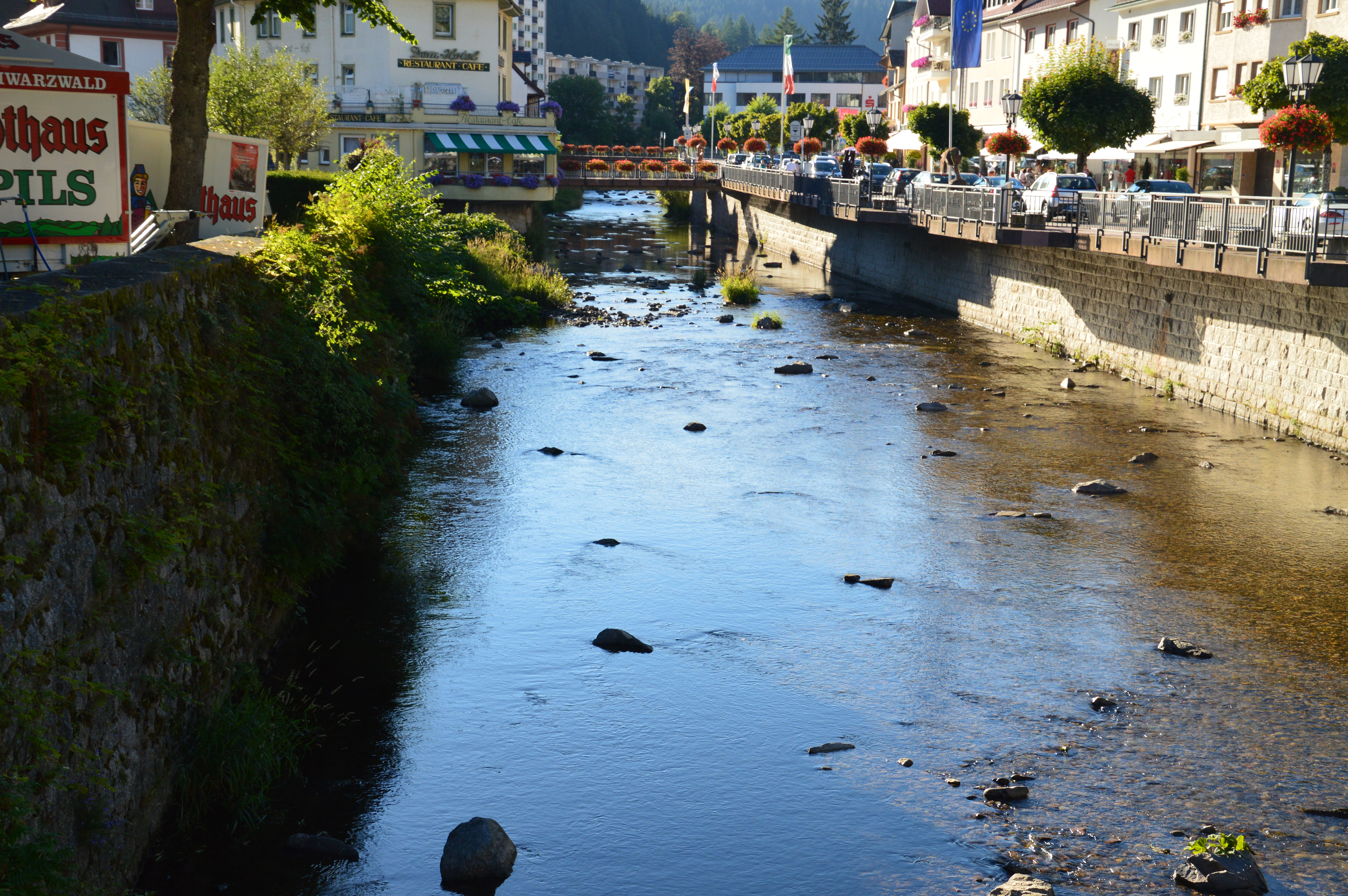
Die durch St. Blasien fließende Alb ist im frühen 19. Jahrhundert tief vermauert worden. Sie ließ sich so aufstauen, um den Bodmer-Eichstatt-Krafft´schen Fabriken genügend Wasserkraft zuführen zu können

Von diesen Fabriken steht nur noch ein einfaches, langschmales Gebäude zwischen Sheds (dem Bauplatz) und dem Klostergarten. Die vier Meter hohe Vermauerung der Alb ist ebenfalls ein Relikt der Fabrik. Sie war notwendig, um mit Hilfe eines Stauwehrs dicht östlich der Flussbrücke den Fluss soweit aufstauen zu können, dass eine stetige und regulierbare Wassermenge für den Antrieb der Turbinen zur Verfügung stand. Man erreichte dadurch, dass auch im Winter der Kleinen Eiszeit bei eisbedeckter Alb noch Fließwasser anstand. Die tief in ihre 200 Jahre alte Vermauerung eingebettete Alb ist stadtbildprägend.
Die sichtbaren wie die unsichtbaren, unter dem Boden liegenden Überreste dieser Fabriken sind überregionale Zeugen der Frühphase der Industriellen Revolution in Deutschland. Sie sind mit der Emanzipation und Innovationskraft der Juden in Südwestdeutschland ebenso verbunden wie mit den genialen Leistungen früher Ingenieure (Bodmer 25, Fourneyron 26 Jahre alt). Sie stehen auch für die unmenschlichen Bedingungen, welche die Arbeitswelt des frühen 19. Jahrhunderts den Menschen aufgezwungen hat: In der Spinnerei arbeiteten vorwiegend Kinder, und alle Arbeiter und Arbeiterfamilien wohnten unter unzureichenden hygienischen Bedingungen im kaum beheizbaren, vormaligen Kloster, dem jetzigen Kolleg.
Es besteht somit ein Konflikt zwischen dem Bauvorhaben und der weiteren Erhaltung nicht sichtbarer, als geschichtlich hochrangig anzusehender Zeugen der Fabrikzeit, den auch archäologische Ausgrabungen letztlich nicht zu lösen vermögen.